# Гусль
Гусль (араб. غسل‎) (гусл, гусул) — в исламе акт полного очищения тела путём ритуального омовения. В отличие от вуду (неполного омовения), гусль предполагает омовение не только рук, ног и лица, но и всего тела. Гусль совершают в тех случаях, когда выполнения ритуала вуду недостаточно, чтобы очистить тело (после различных осквернений (джанаба), тяжелой болезни, трудной дороги и так далее).

## Обоснование в Коране
Касательно выполнения гусля в Коране содержатся следующие строки:
«...а если вы осквернены (половым контактом), то очиститесь...» (5:6)
«...[Не совершайте молитвы] в состоянии осквернения, пока не совершите [предписанного] омовения...» (4:43)

## Порядок выполнения
Гусль можно выполнить двумя способами. Первый из них заключается в совершении «гусль-тартиби» (омовение по частям в строго определённом порядке), а второй в «гусль-иртимаси» (одновременное омовение всего тела).
При совершении «гусль-тартиби» сначала необходимо вымыть голову и шею, затем - все тело и желательно сначала правую часть тела, а затем левую.
Ритуальное омовение «гусль-иртимаси» будет верным, если совершающий его сразу полностью окунется в воду или будет погружаться в воду постепенно до тех пор, пока тело полностью не скроется под водой. Для совершения «гусль-иртимаси» необходимо такое количество воды, чтобы человек мог полностью погрузить себя в неё.